# موريس جي. توبين
موريس جي. توبين هو سياسي أمريكي، ولد في 22 مايو 1901 في Roxbury, Boston ‏ في الولايات المتحدة، وتوفي في 19 يوليو 1953 في Scituate, Massachusetts ‏ في الولايات المتحدة. نشط حزبياً في الحزب الديمقراطي.

## مناصب
- انتخب عمدة بوسطن [الإنجليزية]‏ (1938 – 1945).
- انتخب عضو مجلس نواب ماساتشوستس ‏ (1927 – 1929).
- انتخب حاكم ماساتشوستس [الإنجليزية]‏ (3 يناير 1945 – 2 يناير 1947).
- انتخب وزير العمل الأمريكي (13 أغسطس 1948 – 20 يناير 1953).